# Periscyphis lanzai
Periscyphis lanzai is een pissebed uit de familie Eubelidae. De wetenschappelijke naam van de soort is voor het eerst geldig gepubliceerd in 1973 door Ferrara.